# Hoploscopa persimilis
Hoploscopa persimilis là một loài bướm đêm trong họ Crambidae.